# 三国志II 覇王の大陸
『三国志II 覇王の大陸』（さんごくしII はおうのたいりく）は、1992年6月10日に日本のナムコから発売されたファミリーコンピュータ用歴史シミュレーションゲーム。
同社による『三国志 中原の覇者』（1988年）の続編であり、「ナムコット ファミリーコンピュータゲームシリーズ」第78弾。中国の歴史小説『三国志演義』を題材とした作品であり、基本的なゲームシステムは前作と同様であるが、プレイヤーが君主を選択できる事や武将にレベル制が導入されるなど新たな要素が追加されている。
開発はトーセが行い、音楽は『ドラゴンボールZ外伝 サイヤ人絶滅計画』（1993年）を手掛けた天岸真志が担当している。後にPlayStation用ソフト『ナムコアンソロジー1』（1998年）にアレンジ版とともに収録された。

## ゲーム内容

### システム
基本的なゲームシステムは前作と同様だが、主に以下の新要素が加わっている。
- ゲームの舞台は西暦189年、選択できる君主は劉備、劉璋、孫策、曹操、馬騰、袁紹、董卓。前作とは異なりプレイヤーが自由に君主を選択できるようになった。
- 武将にレベル制を導入。合戦によって経験が蓄積し、成長させることで武力の上昇・部隊構成の変化・特殊な計略の習得に影響が出るようになった。
- 米（兵糧）の概念が追加された。これに伴い、街などでも米の売買を取り扱うようになった。
- 都市ステータスを減少させる定期イベント「自然災害」が発生するようになった。これに伴い、災害の被害を軽減させる「防災」コマンドが導入された。
- 一騎討ちに影響を与える武器や防具が装備できるようになった。
- 武将に寿命の概念が追加された。これに伴い、敵君主を討ち取ることでその支配国を総取りできるシステムはなくなった。
- 合戦パート開始時に陣形を変更できるようになった。

### 内政・戦略
基本点は前作と同じ。本項では変更点のみをあげる。

#### 城コマンド
城の様子
「偵察」が代わりのコマンドになったので削除された。
情報集め
君主も情報集めが可能になった。
策略
新コマンド。他国の武将の引き抜きや君主との離間・他国との同盟（実質的には停戦条約に近い）が可能。実行する武将の知力、もしくは人数が影響する。
防災
新コマンド。軍資金を消費して、洪水や日照りに対する備えを行う。知力が効果に影響し、「防災」の値が高いと災害が起こったときに被害を抑えられる。

#### 倉コマンド
与える
民衆に与えられるものが金と米、武将に与えられるものが金もしくは宝に変更された。

#### 軍隊コマンド
偵察
コマンド内容が前作の「城の様子」のものに変更され、地形マップは閲覧できない。命令書が1枚必要となるが、自国や他国の城の様子を回数無制限に閲覧できる。
出陣
前作と違い、出陣のための金の費用が不要となる。
任命
新コマンド。自国の城の太守を変更する。命令書は不要。

#### 街コマンド
質屋
米の取引も行うようになった。
武器屋
武将が一騎討ちに用いる武器や防具を買う施設に変更された。

## 他機種版
| No. | タイトル            | 発売日         | 対応機種                                                                  | 開発元 | 発売元   | メディア                            | 型式       | 備考                               | 出典              |
| --- | ------------------- | -------------- | ------------------------------------------------------------------------- | ------ | -------- | ----------------------------------- | ---------- | ---------------------------------- | ----------------- |
| 1   | ナムコアンソロジー1 | 1998年6月4日   | PlayStation                                                               | トーセ | ナムコ   | CD-ROM                              | SLPS-01220 | オリジナル版およびアレンジ版を収録 |                   |
| 2   | ナムコアンソロジー1 | 2013年12月18日 | PlayStation 3 PlayStation Portable PlayStation Vita (PlayStation Network) | トーセ | バンナム | ダウンロード （ゲームアーカイブス） | -          | オリジナル版およびアレンジ版を収録 | [ 1 ] [ 2 ] [ 3 ] |

PlayStation版
- アレンジ版では、武将が大幅に追加され、孫策が孫堅、劉璋が劉焉になり、他に陶謙、公孫瓚、袁術、劉表、劉繇が君主として加わった。

## スタッフ
- コーディネーター：くれいじーホース、きだんしゃ、ラーファス
- プログラマー：M・Y・ハマー、こうちゃん
- キャラクターデザイナー：あきちゃん、IC・ひですけちゃん
- 音楽：あまにしばんじろう（天岸真志）
- ディレクター：ひで

## 評価
ゲーム誌『ファミコン通信』の「クロスレビュー」では、7・8・8・6の合計29点（満40点）、『ファミリーコンピュータMagazine』の読者投票による「ゲーム通信簿」での評価は以下の通りとなっており、19.9点（満30点）となっている。
| 項目 | キャラクタ | 音楽 | お買得度 | 操作性 | 熱中度 | オリジナリティ | 総合 |
| 得点 | 3.3        | 3.3  | 3.3      | 3.3    | 3.6    | 3.1            | 19.9 |

## 関連作品
攻略本
- 『三国志II 覇王の大陸 必勝攻略法』 双葉社 定価650円
- 『ナムコアンソロジー1 パーフェクトガイド』 CB's PROJECT著、リクルート（ISBN:4-88991-645-8）、1999年3月、159P